# Rainer C. Baum
Rainer C. Baum (* 1934 in Deutschland) ist ein deutschamerikanischer Soziologe und emeritierter Professor der University of Pittsburgh, Pennsylvania.

## Leben
Nach einer Kindheit in Born a. Darß (Pommern) wanderte seine Familie nach dem Zweiten Weltkrieg nach Kanada aus, wo er zunächst Forstwissenschaften, dann Soziologie studierte. Er legte seine Doktorprüfung zum Ph. D. an der Harvard University ab und wurde auf den Lehrstuhl für Soziologie der University of Pittsburgh berufen, wo er bis zu seiner Emeritierung lehrte. Er publizierte zur Handlungstheorie und historisch-soziologisch zur Frage, warum die Eliten des Deutschen Reiches so anstandslos mit dem ihren Traditionen teils widersprechenden verbrecherischen Nationalsozialismus zusammenarbeiteten bzw. ihn tolerierten.

## Faschismustheorie
Bemerkenswert ist, dass Baum keine konflikt- oder klassentheoretische, sondern eine strukturfunktionalistische Erklärung erarbeitete, warum die deutschen Eliten Hitler gefolgt seien. Er stellte die soziologische These auf, dass bereits das 1871er Kaiserreich von einem bloßen Elitenkartell von Militärs, Junkertum, Kapitalisten, Universitätsprofessoren, Bildungsbürgertum und technokratischen Fachleuten beherrscht worden sei, also keineswegs von einer werteinigen politischen Klasse. Dieses ‚Kartell‘ habe dennoch kraft einer gegenseitigen Nichteinmischungspolitik zusammenhalten können. Es sei jedoch daher gerade nicht im Stande gewesen, 1933 eine gegen kriminelle Politik werteinige Elite zu bilden oder gar ein moralisches Vorbild des Volkes abzugeben, das ohne eine vorbildliche Elite bereits in der Kaiserzeit anomische Züge entwickelt habe. Diese Züge seien – nach Baum – zumal am hektischen und innerlich unsicheren Patriotismus der wilhelminischen Ära zu erkennen, etwa an der Flottenbegeisterung.

## Publikationen (Auswahl)
- The Holocaust – Anomic Hobbesian „State of Nature“. In: Zeitschrift für Soziologie. Jahrgang 7, 1978, S. 303–325.
- mit Martha Baum: Growing Old. A Societal Perspective. Eaglewood Cliffs 1980.
- The Holocaust and the German Elite. Genocide and National Suicide in Germany. 1871–1945. Rowman and Littlefield/Croom Helm, Totowa/London 1981.
- mit Victor Meyer Lidz und Jan J. Loubser: Allgemeine Handlungstheorie. aus dem Amerikanischen von Ursula Wolf. Suhrkamp, Frankfurt am Main 1981.